# التعافي الأخضر
حزم التعافي الأخضر هي إصلاحات بيئية وتنظيمية ومالية مقترحة لبناء الازدهار في أعقاب أي أزمة اقتصادية، مثل جائحة فيروس كورونا أو الأزمة المالية العالمية. وهي تتعلق بالتدابير المالية التي تهدف إلى استعادة النمو الاقتصادي مع إفادة البيئة أيضًا بشكل إيجابي، بما في ذلك تدابير الطاقة المتجددة، والاستخدام الفعال للطاقة، والحلول المعتمدة على الطبيعة، والنقل المستدام، والابتكار الأخضر، والوظائف الخضراء، من بين أمور أخرى.
من أجل التعافي الأخضر استجابة لجائحة فيروس كورونا، جاء الدعم من عدة أحزاب سياسية وحكومات ونشطاء وأكاديميين عبر الاتحاد الأوروبي، والمملكة المتحدة، والولايات المتحدة، وبلدان أخرى. باتباع تدابير مماثلة استجابة للأزمة المالية العالمية، ويتمثل جزء رئيسي من الحزم في ضمان أن إجراءات مكافحة الركود تكافح أيضًا تغير المناخ، بما في ذلك الحد من استخدام الفحم الحجري والنفط والغاز، واعتماد النقل النظيف والطاقة المتجددة والمباني الصديقة للبيئة والممارسات المالية أو الشركات المستدامة. وهذه المبادرات مدعومة من قبل الأمم المتحدة ومنظمة التعاون الاقتصادي والتنمية. مثلما قدمت العديد من المبادرات العالمية تتبعًا مباشرًا للاستجابات المالية الوطنية، بما في ذلك مرصد التعافي العالمي (من جامعة أكسفورد والأمم المتحدة وصندوق النقد الدولي)، ومتتبع سياسة الطاقة (اتحاد من ست منظمات)، ومتتبع التعافي الأخضر التابع لمنظمة التعاون الاقتصادي والتنمية. ويشمل مرصد التعافي العالمي نحو 8000 سياسة في 88 دولة مقارنة بـ 1700 سياسة لتتبع سياسة الطاقة في 35 دولة، و1500 في 44 دولة في منظمة التعاون الاقتصادي والتنمية.
عند المقارنة بين الاستثمار في عمليات الإنقاذ والتعافي، وجد تحليل أجرته جامعة أكسفورد في مارس 2021 أن 18% من استثمارات التعافي و2.5% من إجمالي الإنفاق كانت خضراء. وفي يوليو عام 2021، دعمت وكالة الطاقة الدولية هذا التحليل، مشيرة إلى أن نحو 2% فقط من أموال كفالة الإنقاذ الاقتصادية في جميع أنحاء العالم كانت تذهب إلى الطاقة النظيفة. ووفقًا لتحليل عام 2022 لمبلغ 14 تريليون دولار الذي أنفقته دول مجموعة العشرين كحافز اقتصادي، جرى تخصيص نحو 6% فقط من إنفاق التعافي من الجائحة للمناطق التي ستخفض أيضًا انبعاثات غازات الدفيئة، بما في ذلك السيارات الكهربائية، ما يجعل المباني أكثر كفاءة في استخدام الطاقة وتركيب مصادر الطاقة المتجددة.

## الخلفية
منذ الثورة الصناعية أطلق حرق الفحم والنفط والغاز ملايين الأطنان من ثاني أكسيد الكربون والميثان وغازات الدفيئة الأخرى في الغلاف الجوي، وتسبب ذلك بالاحتباس الحراري. وبحلول عام 2020 ارتفع متوسط درجة حرارة الأرض بما يزيد عن 1 درجة مئوية عن مستويات ما قبل الصناعة. وحسبت الهيئة الحكومية الدولية المعنية بتغير المناخ التابعة للأمم المتحدة أن الاستمرار في حرق الوقود الأحفوري سيؤدي إلى تسخين الكوكب بما يتراوح بين 0.8 درجة إلى 2.5 درجة لكل 1000 غيغا طن من الكربون المحترق وأن 2900 غيغا طن من الكربون تبقى في الاحتياطيات المؤكدة. وبالتالي فإن حرق جزء صغير من احتياطيات الوقود الأحفوري سيؤدي إلى تسخين كوكبي خطير، ما يؤدي إلى تراجع المحاصيل على نطاق واسع، والانقراض الجماعي السادس.
بحلول نهاية عام 2019 زادت حوادث الحرائق البرية في أستراليا وغابات الأمازون المطيرة في البرازيل وغابات القطب الشمالي في روسيا، بالإضافة إلى زيادة مخاطر الأعاصير في الولايات المتحدة ومنطقة البحر الكاريبي والفيضانات. وفي عام 2015 وقعت معظم الدول اتفاقية باريس التي تلتزم بالحد من انبعاثات الكربون العالمية لمنع ارتفاع درجات الحرارة بأكثر من درجتين، مع طموح للحد من ارتفاع درجة الحرارة إلى 1.5 درجة. طالب النشطاء والسياسيون وخاصة الشباب «بصفقة خضراء جديدة» في الولايات المتحدة، وثورة صناعية خضراء في المملكة المتحدة، بهدف إنهاء استخدام الوقود الأحفوري في النقل وتوليد الطاقة والزراعة والمباني والتمويل. وفي أواخر عام 2019 أعلن الاتحاد الأوروبي عن صفقة خضراء أوروبية، على الرغم من أنه قيل إن هذا أقل بكثير من هدف إنهاء استخدام الوقود الأحفوري في الكتلة بحلول عام 2050.
في أوائل عام 2020، تسببت جائحة فيروس كورونا بقيام البلدان بإغلاق اقتصاداتها، في محاولة لمنع العدوى والوفيات. وتطلب هذا من العديد من الشركات تعليق العمل، حيث سافر الناس أقل وانخفض معدل التسوق والتزموا منازلهم للعمل أكثر. وفي معظم البلدان كانت النتيجة فقدان الوظائف. مثلما تسبب الانخفاض في النشاط الاقتصادي بانخفاض انبعاثات غازات الدفيئة. ودفع ذلك الجماعات إلى الدعوة إلى تعافٍ أخضر وجعل السياسيين والحكومات يعدون بتعافٍ أخضر أيضًا.
في الخطابات السابقة، سميت الآثار الجانبية الإيجابية للسياسات الخضراء بالفوائد المشتركة. ووفقًا للهيئة الحكومية الدولية المعنية بتغير المناخ، فإن المنافع المشتركة هي «الآثار الإيجابية التي قد تحدثها سياسة أو إجراء يهدف إلى أمر واحد وتمتد أثارها إلى أهداف أخرى، بغض النظر عن التأثير الصافي على الرفاهية الاجتماعية الشاملة». ويمكن أن تعزز الطاقات المتجددة العمالة والتنمية الصناعية. واعتمادًا على البلد وسيناريو التوزيع، يمكن أن يؤدي وضع الطاقة المتجددة مكان محطات توليد الطاقة بالفحم إلى أكثر من ضعف عدد الوظائف لكل متوسط قدرة ميغاواط (على الرغم من أن هذا يمثل خسارة إنتاجية مصاحبة بنسبة 50%). إلى جانب الآثار الاقتصادية والمناخ يمكن أن توفر استراتيجيات التخفيف فوائد مشتركة متعلقة بالصحة. ويمكن للشبكات الشمسية المصغرة تحسين الوصول إلى الكهرباء للمناطق الريفية وأن تحل مصادر الطاقة المتجددة محل الطاقة القائمة على الفحم، ليقلل ذلك من عدد الوفيات المبكرة الناجمة عن تلوث الهواء.

## مقترحات التعافي الأخضر
تختلف مقترحات التعافي الأخضر بشكل كبير.
في الولايات المتحدة، قدمت مجموعة من الأكاديميين والنشطاء «حافزًا أخضر لإعادة بناء اقتصادنا» في مارس عام 2020. واستهدفت قائمة السياسات ثمانية مجالات، هي الإسكان والبنية التحتية المدنية والنقل والعمالة والتصنيع الأخضر وتوليد الطاقة والأغذية والزراعة والبيئة والبنية التحتية الخضراء وسياسة الابتكار والسياسة الخارجية. وحدد مستوى التمويل المطلوب عند 4% من الناتج المحلي الإجمالي للولايات المتحدة، أو نحو 850 مليار دولار سنويًا، حتى تحقيق مزدوج لإزالة الكربون بالكامل ومعدل بطالة أقل من 3.5%.
في المملكة المتحدة، اقترحت الحكومة «تعافيًا صديقًا للبيئة ومرنًا»، وأعلنت عن تمويل بقيمة 3 مليارات جنيه إسترليني لتجديدات المباني في يوليو. على النقيض من ذلك، في أوائل شهر يوليو اقترحت مجموعة أكاديمية وفكرية «قانون التعافي الأخضر» الذي استهدف تسعة مجالات هي: النقل وتوليد الطاقة والزراعة والوقود الأحفوري والحكومة المحلية والاتفاقية الدولية والتمويل وإدارة الشركات والتوظيف والاستثمار. ووضع ذلك واجبات على جميع الهيئات العامة والمنظمين لإنهاء استخدام الوقود الأحفوري «بأسرع ما يمكن عمليًا من الناحية التكنولوجية»، مع استثناءات صارمة في حالة عدم وجود بدائل تقنية.
في يونيو عام 2020، تعهدت الحكومة الألمانية بالتعافي الأخضر بتمويل قدره 40 مليار يورو (36 مليار جنيه إسترليني أو 45 مليار دولار أمريكي) كجزء من حزمة تعافٍ بقيمة 130 مليار يورو.